# Ligue ACT 2009
La Ligue San Miguel ou Ligue ACT est la ligue de catégorie maximale du sport de l'aviron dans la Cote cantabrique. Elle a été créée par l'Association des Clubs de traînières le 2 juillet 2003 après l'accord conclu par les Gouvernements les Communautés Autonomes des Asturies, de Cantabrie, de Galice et du Pays basque.
L'été 2009 s'est déroulée la septième saison avec la victoire de Naturhouse Castro, la promotion d'Astillero et de Koxtape et la descente de Samertolameu et Arkote.

## Résultats
| Classement Points (Victoires) | Équipe                    | Nom de la Trainière | Localité (Province)                    |
| 1re. 194 (13)                 | Naturhouse Castro         | La Marinera         | Castro-Urdiales (Cantabrie )           |
| 2e. 157 (2)                   | San Pedro Elcomare        | Libia               | Pasaia (Guipuscoa Pays basque)         |
| 3e. 155                       | Hondarribia               | Ama Guadalupekoa    | Fontarrabie (Guipuscoa Pays basque)    |
| 4e. 152 (1)                   | Grupo Eibar Orio          | Mirotza             | Orio (Guipuscoa Pays basque)           |
| 5e. 145 (1)                   | Pedreña                   | Marina de Cudeyo    | Pedreña, Marina de Cudeyo (Cantabrie ) |
| 6e. 121                       | Urdaibai Umpro Avia       | Bou Bizkaia         | Bermeo (Biscaye Pays basque)           |
| 7e. 107                       | Kaiku                     | Bizkaitarra         | Sestao (Biscaye Pays basque)           |
| 8e. 94                        | Zarautz Inmobiliaria Orio | Enbata              | Zarautz (Guipuscoa Pays basque)        |
| 9e. 69                        | Tirán Pereira             | Pereira             | Moaña (Pontevedra Galice)              |
| 10e. 59                       | Zumaia Altuna y Uria      | Telmo Deun          | Zumaia (Guipuscoa Pays basque)         |
| 11e. 36                       | Samertolameu              | Meira Mar           | Meira, Moaña (Pontevedra Galice)       |
| 12e. 17                       | Arkote                    | Plentziatarra       | Plentzia (Biscaye Pays basque)         |